# Lijst van voetbalinterlands Brazilië - Polen (vrouwen)
Deze lijst van voetbalinterlands is een overzicht van alle officiële voetbalinterlands tussen de nationale vrouwenteams van Brazilië en Polen. De landen hebben tot nu toe één keer tegen elkaar gespeeld.

## Wedstrijden
| № | Plaats | Datum          | Competitie        | Wedstrijd        | Uitslag |
| - | ------ | -------------- | ----------------- | ---------------- | ------- |
| 1 | Kielce | 8 oktober 2019 | Vriendschappelijk | Polen − Brazilië | 1 − 3   |

## Samenvatting
| Competitie        | Totaal gespeeld | Winst Brazilië | Gelijk | Winst Polen | Doelsaldo Brazilië – Polen |
| ----------------- | --------------- | -------------- | ------ | ----------- | -------------------------- |
| Vriendschappelijk | 1               | 1              | 0      | 0           | 3 − 1                      |
| Totaal            | 1               | 1              | 0      | 0           | 3 − 1                      |